# Minister za digitalno preobrazbo Republike Slovenije
Minister za digitalno preobrazbo Republike Slovenije je član Vlade Republike Slovenije, pristojen za digitalizacijo države. Vodi Ministrstvo za digitalno preobrazbo Republike Slovenije. Do 24. januarja 2023 je položaj vodil minister brez resorja.

## Zgodovina
Položaj je bil kot minister brez resorja, pristojen za digitalno preobrazbo uveden 16. julija 2021, v času 14. vlade Republike Slovenije. Kot prvi minister je bil na to mesto imenovan Mark Boris Andrijanič iz kvote Nove Slovenije. Minister brez resorja je vodil Službo Vlade Republike Slovenije za digitalno preobrazbo.
24. januarja 2023 je 15. vlada Republike Slovenije spremenila Zakon o vladi Republike Slovenije, s čimer je položaj ministra brez listnice preoblikovala v ministra, Službo Vlade Republike Slovenije za digitalno preobrazbo pa v Ministrstvo za digitalno preobrazbo Republike Slovenije.

## Seznam ministrov

### Minister brez resorja, pristojen za digitalno preobrazbo
14. vlada Republike Slovenije
- Mark Boris Andrijanič, (16. julij 2021–1. junij 2022)[2]

15. vlada Republike Slovenije
- Emilija Stojmenova Duh, (1. junij 2022–24. januar 2023)

### Minister za digitalno preobrazbo
- Emilija Stojmenova Duh, (24. januar 2023–27. september 2024)
- Klemen Boštjančič (9. oktober 2024 – 17. december 2024; začasno pooblaščen)[5]
- Ksenija Klampfer (17. december 2024– )